# VNS-41

Máy bay VNS-41 đang cất cánh

VNS-41 là máy bay lưỡng dụng (thủy phi cơ) nhẹ được nhà máy A41 thuộc cục Kỹ thuật Quân chủng Phòng không - Không quân nghiên cứu sản xuất dựa vào kiểu máy bay của Nga là Che-22 "Korvet" mà Việt Nam đã mua lại từ Philippines. Đây là một loại máy bay có thể hạ cánh trên mặt đất và mặt nước. Cho đến nay, đây là loại máy bay được sản xuất thành công và được đưa vào sử dụng thương mại tại Việt Nam.
Máy bay dài 6,970 mét, cao 2,535 mét, tầm bay tối đa 200–300 km, trần bay 3.000m và chở được 2 đến 3 người. Máy bay được gắn hai động cơ Rotax-582 (64 sức ngựa) của Áo.
Máy bay sẽ được dùng cho tuần tra rừng và các mục đích nông nghiệp cũng như cho thể thao, du lịch và sử dụng thương mại. Máy bay có bình trữ nhiên liệu có khả năng chứa 80 lít, cho phép nó bay trong 4 tiếng đồng hồ và có thể bay được với vận tốc từ 120 đến 135 km một giờ. Máy bay cần lấy đà khoảng từ 50 đến 70 trên mặt đất để cất cánh và 200 đến 300 mét dưới mặt nước. Trọng lượng cất cánh tối đa là 780 kg. Toàn bộ thân chính, thân đuôi, cánh giữa của máy bay được làm bằng vật liệu composite cao cấp với mức độ nội địa hóa là 70%.
Dự án phát triển máy bay này bắt đầu vào tháng 6 năm 2003 và tháng 9 năm 2005 thì thực hiện chuyến bay thử nghiệm đầu tiên.